# Distrikt Tinyahuarco
Der Distrikt Tinyahuarco liegt in der Provinz Pasco in der Region Pasco in Zentral-Peru. Der Distrikt wurde am 12. September 1917 gegründet und besitzt eine Fläche von 96,1 km². Beim Zensus 2017 wurden 7027 Einwohner gezählt. Im Jahr 1993 lag die Einwohnerzahl bei 5035, im Jahr 2007 bei 5962. Die Distriktverwaltung befindet sich in der 4275 m hoch gelegenen Ortschaft Tinyahuarco mit 658 Einwohnern (Stand 2017). Tinyahuarco liegt knapp 10 km südsüdwestlich der Provinz- und Regionshauptstadt Cerro de Pasco. Bei Tinyahuarco befindet sich eine große Mine, wo im Tagebau Erze abgebaut werden.

## Geographische Lage
Der Distrikt Tinyahuarco liegt am Westrand der peruanischen Zentralkordillere zentral in der Provinz Pasco. Der Río San Juan, ein rechter Nebenfluss des Río Mantaro, fließt entlang der westlichen Distriktgrenze nach Süden.
Der Distrikt Tinyahuarco grenzt im Westen an den Distrikt Simón Bolívar, im Norden an den Distrikt Chaupimarca, im Nordosten an den Distrikt Yanacancha, im Osten an den Distrikt Ninacaca sowie im Süden an den Distrikt Vicco.

## Ortschaften
Neben Tinyahuarco gibt es folgende größere Ortschaften im Distrikt:
- Colquijirca (2897 Einwohner)
- Huaraucaca (2042 Einwohner)
- Villa de Pasco (1348 Einwohner)